# Militaire vakbond
Een militaire vakbond is een vakbond speciaal voor defensiepersoneel.
Doordat militaire vakbonden kennis van het reglement op de krijgstucht hebben, zijn ze beter in staat de persoonlijk belangen van een militair te behartigen.
Militaire vakbonden kunnen lid zijn van de centrales van overheidspersoneel.
Deze centrales voeren  rechtstreeks overleg met de Minister van Defensie. Om reden van specifieke belangenbehartiging wordt het belangrijk gevonden dat defensiepersoneel lid is van een categorale militaire vakbond.
Het overleg in het Sectoroverleg Defensie (SOD) bij de overheid is gebaseerd op een Algemene Maatregel van Bestuur (AMvB). Het gaat daarbij om het Besluit georganiseerd Overleg sector Defensie. De basis voor deze AMvB ligt in artikel 12 van de Militaire Ambtenarenwet van 1931 en artikel 125 van de Ambtenarenwet.
Dit wettelijk voorgeschreven overleg betreft de arbeidsvoorwaarden en de rechtspositie van het militair- en burgerpersoneel van Defensie. Namens de werknemers hebben de centrales van overheidspersoneel zitting in het SOD en namens de werkgever heeft de staatssecretaris van Defensie zitting in het SOD. De staatssecretaris is tevens voorzitter, maar laat het feitelijk overleg meestal over aan zijn ambtenaren. De militaire vakbonden kunnen deel uit maken van de centrales van overheidspersoneel.
Bij een militaire vakbond werken veelal mensen die actief of oud-militair zijn.
Ongeacht hun rang behartigen ze de belangen van de individuele medewerker van defensie.
De grootste militaire vakbonden zijn:
- AFMP aangesloten bij de FNV en aangesloten bij de centrale ACOP.
- Marechausseevereniging vakbond speciaal voor de Koninklijke Marechaussee, aangesloten bij de FNV en via de AFMP aangesloten bij de centrale ACOP.
- FNV Overheid Vakbond voor Burger defensiepersoneel aangesloten bij de ACOP.
- Vakbond voor Burger en Militair defensiepersoneel VBM aangesloten bij het AC Ambtenaren Centrum
- ACOM, de Bond van Defensiepersoneel is aangesloten bij de CCOOP (Christelijke Centrale van Overheids- en Onderwijs Personeel)
- Koninklijke Vereniging van Marineofficieren (KVMO), onderdeel van de CMHF Sector Defensie
- Nederlandse Officieren Vereniging (NOV), onderdeel van de CMHF Sector Defensie
- Koninklijke Vereniging van Nederlandse Reserve Officieren (KVNRO), onderdeel van de CMHF Sector Defensie
- ODB Onafhankelijke Defensie Bond, deze is niet lid van een centrale en maakt hierdoor geen deel uit van het SOD.
- BBTV vakbond speciaal voor jonge beroepsmilitairen, aangesloten bij de VBM.